# Cerro de Montevidéu

Uruguai: Brazão com o Cerro de Montevidéu

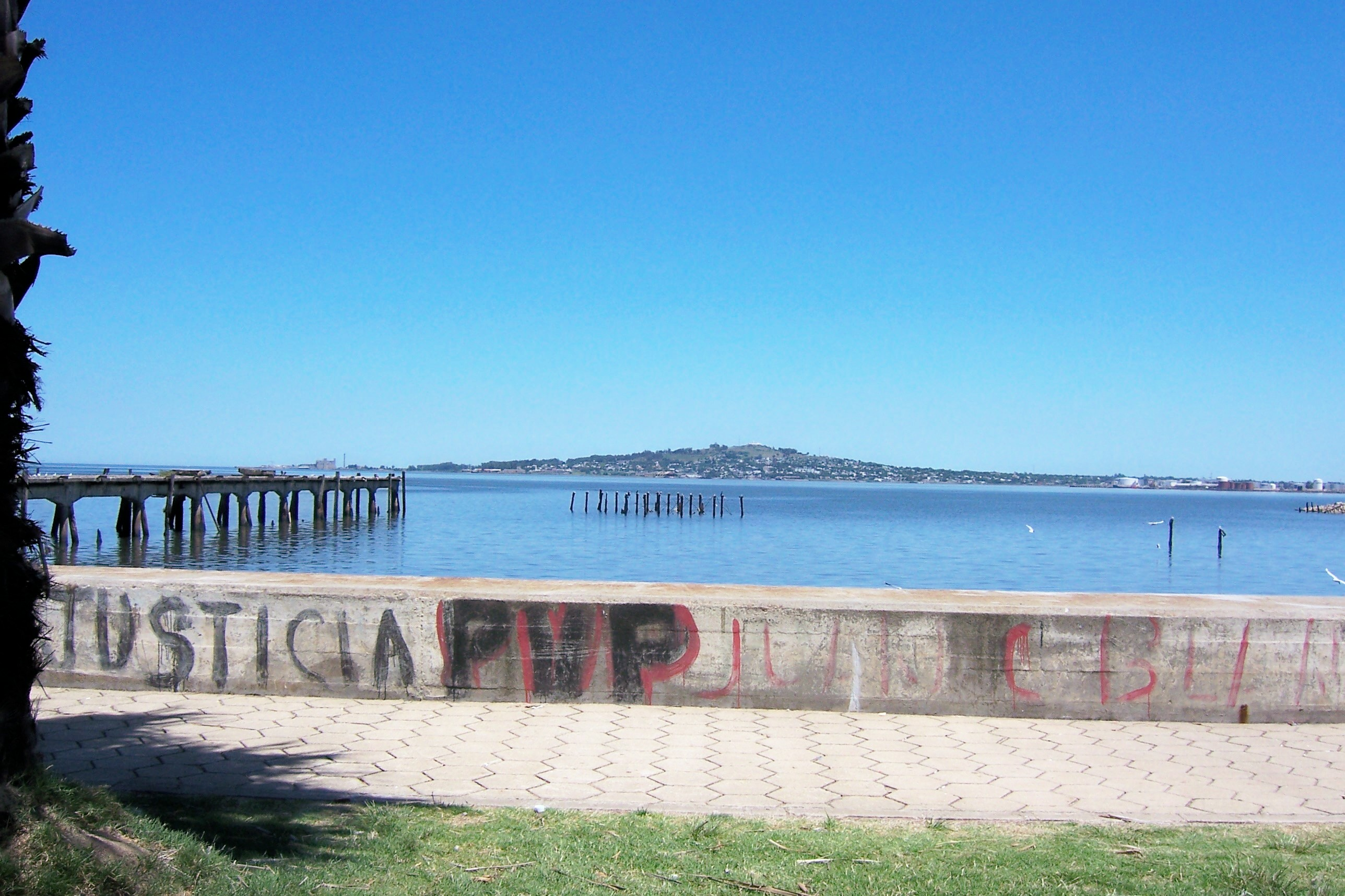
Baía e Cerro de Montevidéu (ao fundo).

O Cerro de Montevidéu, popularmente conhecido como El Cerro, localiza-se adjacente à baía de Montevidéu. Encontra-se figurado no brasão de armas do Uruguai, à direita, como símbolo de força.
Com 132 metros de altura, em seu topo foi erguida a Fortaleza General Artigas (Fuerte del Cerro), que se constituía em ponto estratégico na defesa da cidade.